# شامسو
شامسو (بالإنجليزية: Samsø)‏ هي جزيرة تقع في الدنمارك في كاتيغات.[بحاجة لمصدر] يقدر عدد سكانها بـ 3,806 نسمة وترتفع عن سطح البحر 64 متر.

## توأمة
لشامسو اتفاقيات توأمة مع:
- هوفن

## أعلام
- كارل فريدريك سورينسن